# Prima armata di cavalleria russa
La 1ª Armata di cavalleria (in russo Первая конная армия?, Pervaja konnaja armija) era la più famosa e potente formazione di cavalleria dell'Armata Rossa durante la guerra civile russa. Era anche nota come l'armata di cavalleria di Budënnyj o semplicemente come Konarmija ("Armata di cavalleria" o "Armata a cavallo").
Costituita alla fine del 1919 a partire dai gruppi di cosacchi bolscevichi e di predoni e banditi organizzati in precedenza dal popolare e abile comandante cosacco Semën Budënnyj, l'Armata a cavallo, i cui componenti erano noti anche, secondo la celebre definizione di Lev Trockij come i "proletari a cavallo", divenne rapidamente una formazione temuta ed efficiente, in grado di contrastare e battere la cavalleria dei Bianchi.
Potenziata e organizzata con il concorso del capo bolscevico Kliment Vorošilov, l'armata, guidata dal generale Budënnyj con grande temerarietà e slancio offensivo, ebbe un ruolo importante nella vittoria dei bolscevichi nella guerra civile, contribuendo alla sconfitta dei generali Anton Denikin e Pëtr Vrangel' nella Russia meridionale e liberando l'Ucraina dalle truppe polacche. Durante la guerra sovietico-polacca, l'Armata a cavallo dopo una serie di brillanti vittorie venne fermata nella città di Leopoli dalla resistenza del nemico.
Nell'Armata a cavallo, formazione militare fortemente legata a Stalin, per lungo tempo commissario politico dell'Armata Rossa nel settore meridionale del fronte, combatterono molti personaggi fedeli seguaci del futuro dittatore, destinati a proseguire brillanti carriere: oltre a Budënnyj e Vorošilov, Sergo Ordžonikidze, Semën Timošenko, Georgij Žukov.

## Guerra sovietico-polacca
Nel 1920 l'armata di cavalleria del generale Budënnyj prese parte alla guerra sovietico-polacca, ottenendo inizialmente successi straordinari. Dopo un'estenuante e rapida avanzata di trasferimento dal Kuban' a Uman', la cavalleria rossa sferrò dal 27 maggio 1920 l'offensiva contro le forze polacche che erano penetrate in Ucraina. 

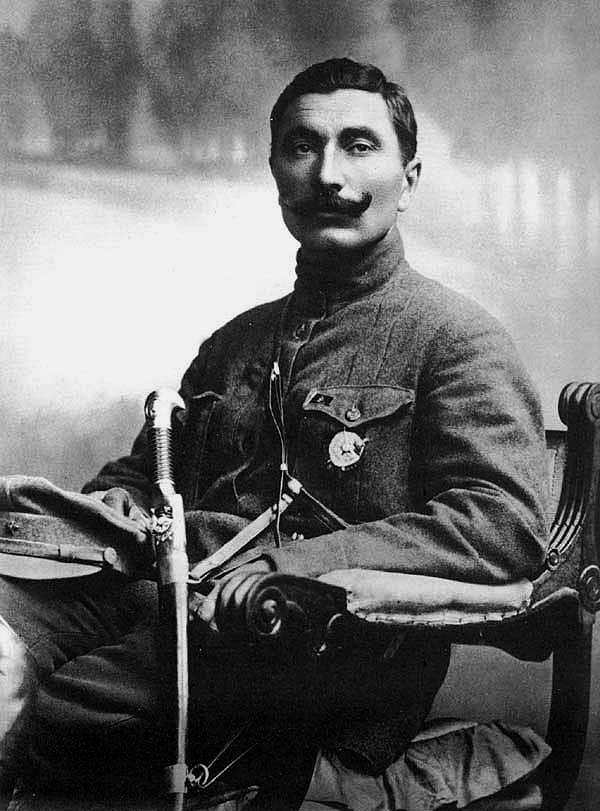
Sëmen Budënnyj, il popolare e combattivo comandante dell'Armata a cavallo.

Dopo alcune difficoltà iniziali, il generale Budënnyj superò la tenace resistenza nemica e con i suoi cavalieri avanzò vittoriosamente entrando a Berdyčiv, Žytomyr e Kiev. L'Armata a cavallo sbaragliò le demoralizzate forze polacche, conquistò Rivne e superò il fiume Zbruč.
Entro la prima metà di giugno l'Armata a cavallo guidata con grande determinazione dal generale Budënnyj aveva contribuito in modo decisivo alla liberazione dell'Ucraina e alla sconfitta delle truppe polacche del generale Józef Piłsudski. Nella fase successiva delle operazioni sorse un grave contrasto di valutazioni strategiche tra il comando supremo sovietico e Stalin, il commissario politico del fronte sud-occidentale in cui combatteva anche l'Armata a cavallo. Invece di risalire a nord, come stabilito da Trockij, per contribuire all'offensiva decisiva del generale Michail Tuchačevskij contro Varsavia, i cavalieri del generale Budënnyj furono trattenuti, su disposizione di Stalin che riteneva irrealistica un'offensiva diretta sulla capitale polacca, nella dura e inutile battaglia per Leopoli.
Mentre l'armata di cavalleria rallentava la sua avanzata e rimaneva bloccata a Leopoli dalla dura resistenza polacca, le truppe del fronte nord-occidentale del generale Tuchačevskij subirono un'inattesa e pesante sconfitta, a partire dal 16 agosto 1920, nella battaglia di Varsavia e dovettero ripiegare di nuovo verso est, abbandonando il terreno conquistato. Finalmente alla fine del mese di agosto l'Armata a cavallo arrestò i suoi attacchi a Leopoli e secondo gli ordini del comando supremo il generale Budënnyj avanzò verso nord per contrastare l'avanzata polacca e favorire il ripiegamento delle forze del generale Tuchačevskij. Questo movimento provocò un duro scontro con la cavalleria polacca nella battaglia di Komarów, considerata l'ultima grande battaglia di cavalleria della storia.

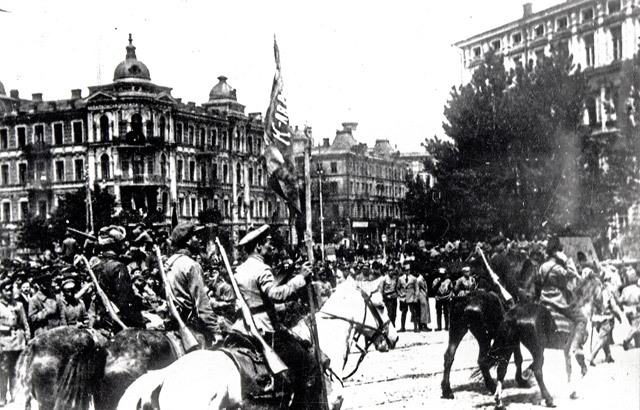
I cavalleggeri dell'Armata a cavallo entrano a Kiev nel giugno 1920.

Dopo combattimenti molti aspri i cavalieri del generale Budënnyj, nonostante la notevole superiorità numerica, vennero sconfitti perdendo due terzi degli effettivi. Alla fine riuscirono a ripiegare verso est; la guerra sovietico-polacca ebbe termine con la cessione alla Polonia di parte della Bielorussia e dell'Ucraina con la pace di Riga del 18 marzo 1921 e il Comando dell'Armata Rossa poté concentrare le sue forze nel teatro meridionale per sconfiggere l'ultimo esercito dei Bianchi ancora in campo.

## Ultimi combattimenti
I resti dell'armata furono inviati a combattere contro le forze bianche di Pëtr Nikolaevič Vrangel' in Ucraina ed Crimea. Nella fase finale della guerra civile russa, la 1ª armata di cavalleria fu inviata in Siberia, Asia centrale, territorio dell'Altaj, Mongolia e finì il suo viaggio in Manciuria e Kamčatka. L'ultima azione di combattimento dell'armata fu la conquista della penisola dei Ciukci nel settembre 1924. Questo viaggio leggendario attraverso l'Eurasia fu la base del mito coltivato dall'Agit-Prop, la propaganda sovietica, sull'invincibile 1ª armata di cavalleria.

## Personaggi della 1ª armata di cavalleria
- Semën Budënnyj
- Kliment Vorošilov
- Georgij Konstantinovič Žukov, comandante militare sovietico, famoso per il suo ruolo nella seconda guerra mondiale.
- Grigorij Ivanovič Kulik, comandante militare sovietico
- Kirill Afanas'evič Mereckov, comandante militare sovietico
- Pavel Semënovič Rybalko, comandante militare sovietico, esperto di forze corazzate
- Semën Konstantinovič Timošenko, comandante militare sovietico
- Semën Krivošein, comandante militare sovietico
- Isaak Babel', giornalista e scrittore